# IDG能源
IDG能源（英語：IDG Energy Investment Limited，港交所：0650）全称是IDG能源投資有限公司，是一家能源公司。主要業務為全球能源資產投資與管理。

## 历史
前身為「順昌集團有限公司」，在1992年10月7日於香港交易所主板上市。2016年7月，IDG资本關聯方通過反向收購上市，剝離原有的酒店及餐廳業務，注入中國内蒙的上游油田資產，主營業務專注于中國及全球能源資產投資。2017年1月，正式更名為IDG能源投資。2018年8月更名為IDG能源投資有限公司。
IDG能源投資專注中國持續增長的天然氣進口需求以及因大量低價頁岩氣資源所造就的日益擴大的北美液化天然氣出口市場，積極佈局天然氣產業鏈，公司已投資中國首家運營LNG進口站的民營企業、加拿大處於開發階段的最大LNG出口站之一以及美國最具可行性之一的LNG出口站項目。公司投資管理的其它能源資產包括位於中國的原油區塊、美國鷹灘盆地（Eagle Ford）的世界級頁岩油氣區塊等。
公司擁有業內一流的能源投資並購管理團隊，成員來自國際一流投行、私募股權基金、油氣公司，同時包括眾多國內外知名行業專家，擁有豐富的能源項目投資及跨境並購經驗，對海內外能源市場有深刻的理解。
憑借股東的強勁戰略支持，清晰明確的投資方向和策略，一流的跨境投資並購能力，對能源行業的深刻理解，公司將牢牢把握中國能源結構調整和全球天然氣市場變革帶來的巨大投資機會，發展成為區內最佳的跨境能源資產投資平臺。

## 連結
官网（页面存档备份，存于）